# Communauté de communes des Villages du Midi Corrézien
La communauté de communes des Villages du Midi Corrézien est une ancienne communauté de communes française, située dans le département de la Corrèze et la région Nouvelle-Aquitaine.

## Composition
Elle regroupe 13 des 14 communes de l'ancien canton de Meyssac :
| Nom                     | Code Insee | Gentilé       | Superficie (km2) | Population (dernière pop. légale) | Densité (hab./km2) |
| ----------------------- | ---------- | ------------- | ---------------- | --------------------------------- | ------------------ |
| Meyssac (siège)         | 19138      | Meyssacois    | 11,56            | 1 297 (2014)                      | 112                |
| Branceilles             | 19029      | Branceillais  | 11,59            | 266 (2014)                        | 23                 |
| Chauffour-sur-Vell      | 19050      | Chauffournais | 7,19             | 415 (2014)                        | 58                 |
| Collonges-la-Rouge      | 19057      | Collongeois   | 14,31            | 490 (2014)                        | 34                 |
| Curemonte               | 19067      | Curemontois   | 8,83             | 216 (2014)                        | 24                 |
| Lagleygeolle            | 19099      |               | 19,54            | 216 (2014)                        | 11                 |
| Ligneyrac               | 19115      | Ligneyracois  | 8,36             | 324 (2014)                        | 39                 |
| Lostanges               | 19119      | Lostangeois   | 9,47             | 127 (2014)                        | 13                 |
| Marcillac-la-Croze      | 19126      | Marcillacois  | 6,08             | 179 (2014)                        | 29                 |
| Noailhac                | 19150      | Noailhacois   | 13,51            | 378 (2014)                        | 28                 |
| Saillac                 | 19179      | Saillacois    | 4,25             | 215 (2014)                        | 51                 |
| Saint-Bazile-de-Meyssac | 19184      | Bazilois      | 4,47             | 137 (2014)                        | 31                 |
| Saint-Julien-Maumont    | 19217      | Maumontois    | 6,21             | 185 (2014)                        | 30                 |

## Démographie
| 2009  | 2012  | 2013  | 2014  |
| ----- | ----- | ----- | ----- |
| 4 242 | 4 381 | 4 402 | 4 549 |